# 나가노 오사미
나가노 오사미(일본어: 永野修身, 1880년 6월 15일~1947년 1월 5일)는 일본제국 해군의 군인으로, 최종 계급은 대장이다. 극동 국제 군사 재판에서  A급 전범 판결을 받고 수감 중에 스가모 형무소에서 옥사하였다. 일본제국 해군의 3요직(해군대신, 연합함대사령관, 군령부총장) 을 모두 경험한 유일한 인물이다.

## 인물과 경력
1880년, 고치현 사족(士族)의 자식으로 태어나, 해군병학교와 해군대학교를 졸업하였다. 대위 시절, 러일 전쟁에서 뤼순 공작부대 중포대 소속으로 일했으며, 뤼순항에 들어온 러시아 함대의 격멸에도 참가했다. 이때 나가노는 최전선에서 포격을 지시하여 일본 해군을 승리로 이끌었다. 이후에는 순양함 이쓰쿠시마의 포술장으로 근무했고, 1910년에 해군 소좌로 승진하였다.
1913년부터 1915년까지 미국 주재무관으로 하버드 로스쿨에서 유학 생활을 했으며, 1920년부터 1922년까지 다시 미국 주재무관으로 가서 워싱턴 회의도 참관하였다.
나가노는 또한 해군병학교 시절, 자신이 체득한 달튼식 체벌 금지 조항 등을 만들어 교육 개혁안 개선에도 일조했는데, 달튼식 교육은 그가 군령부차관으로 이직한 직후 소멸됐지만, 그가 가르친 해군병들을 중심으로 계속해서 유지되었다. 제2차 세계 대전 중에 해군병학교장을 지낸 이노우에 시게요시(井上成美)는 해군사관생도를 만드는 데 어느 정도 체벌이 필요하다고 해 비판도 받았지만, 생도들 앞에서 대놓고 나가노의 비판을 할 수 없다고 할 만큼 그는 다른 병사들과 장교들의 존경을 받았다.
1934년, 나가노는 해군 대장에 취임한 후 군사 참모관이 되었고, 1935년 12월부터 런던 군축회의에 전권으로 참석해 연합국의 일방적인 전함감축안에 반대해 일본의 탈퇴를 통보하였다. 나가노는 1936년 3월 9일, 일본 해군대신으로 취임한 후 "국책의 기준"을 설정했는데, 이 때에 야마모토 이소로쿠(山本五十六)를 해군항공본부장에서 해군차관으로 발탁하였다.
1937년 2월, 히로타 내각의 총사퇴로 해군 대신에서 물러나, 연합함대 사령관 겸 제1함대 사령 장관에 취임하였다. 그 후에는 다시 군사 참모관이 되어 1941년, 후시미노미야 히로야스의 후임으로 군령부총장에 올랐다. 태평양 전쟁이 일어나기 전에는 병을 이유로 사직했지만, 태평양 전쟁이 일어난 후에는 다시 군령부총장으로 복귀해 야마모토 이소로쿠의 진주만 계획을 승인하였다. 1943년 6월 21일에는 원수로 추대되었고, 1944년 2월 21일에는 트랙 섬 공습의 여파로 다른 직책을 겸임하면서 군령부총장을 사임하였다.
제2차 세계 대전 후에는 극동 국제 군사 재판에서 A급 전범 판결을 받았으나, 수감 중이었던 1947년 1월 5일, 폐렴으로 인한 폐결절로 66세의 나이로 사망하면서 판결을 면제받았다. 나가노는 일본제국 해군의 3요직(해군대신, 연합함대사령관, 군령부총장) 을 모두 경험한 유일한 인물이다.

## 서훈
- 일본군 원수
- 금치훈장 공5급

## 같이 보기
- 히로타 내각
- 히로타 고키
- 요나이 미쓰마사
- 시마다 시게타로
- 야마모토 이소로쿠
- 어니스트 킹